# Oncidium hintonii
Oncidium hintonii är en orkidéart som beskrevs av Louis Otho Otto Williams. Oncidium hintonii ingår i släktet Oncidium och familjen orkidéer. Inga underarter finns listade i Catalogue of Life.

## Bildgalleri

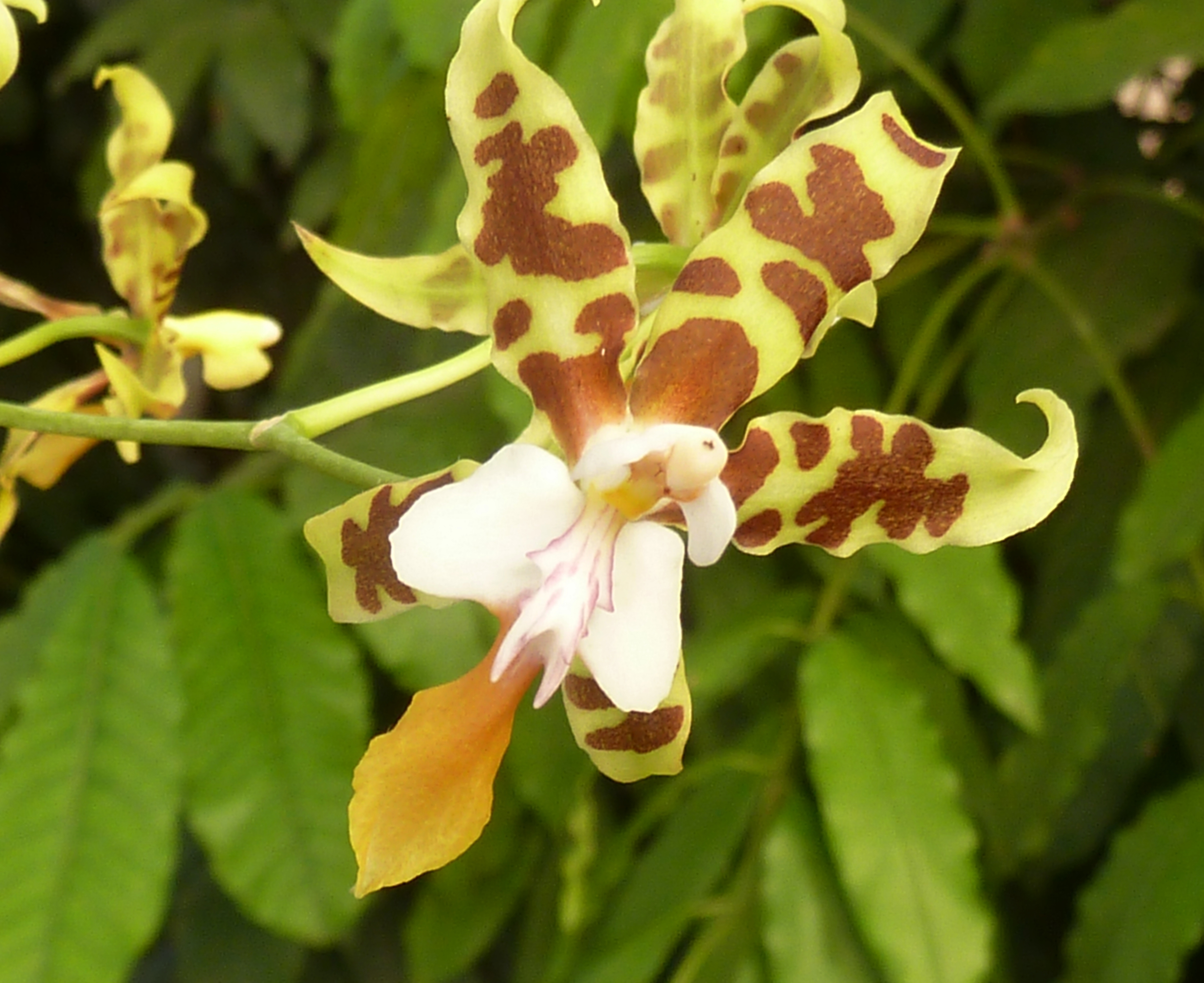
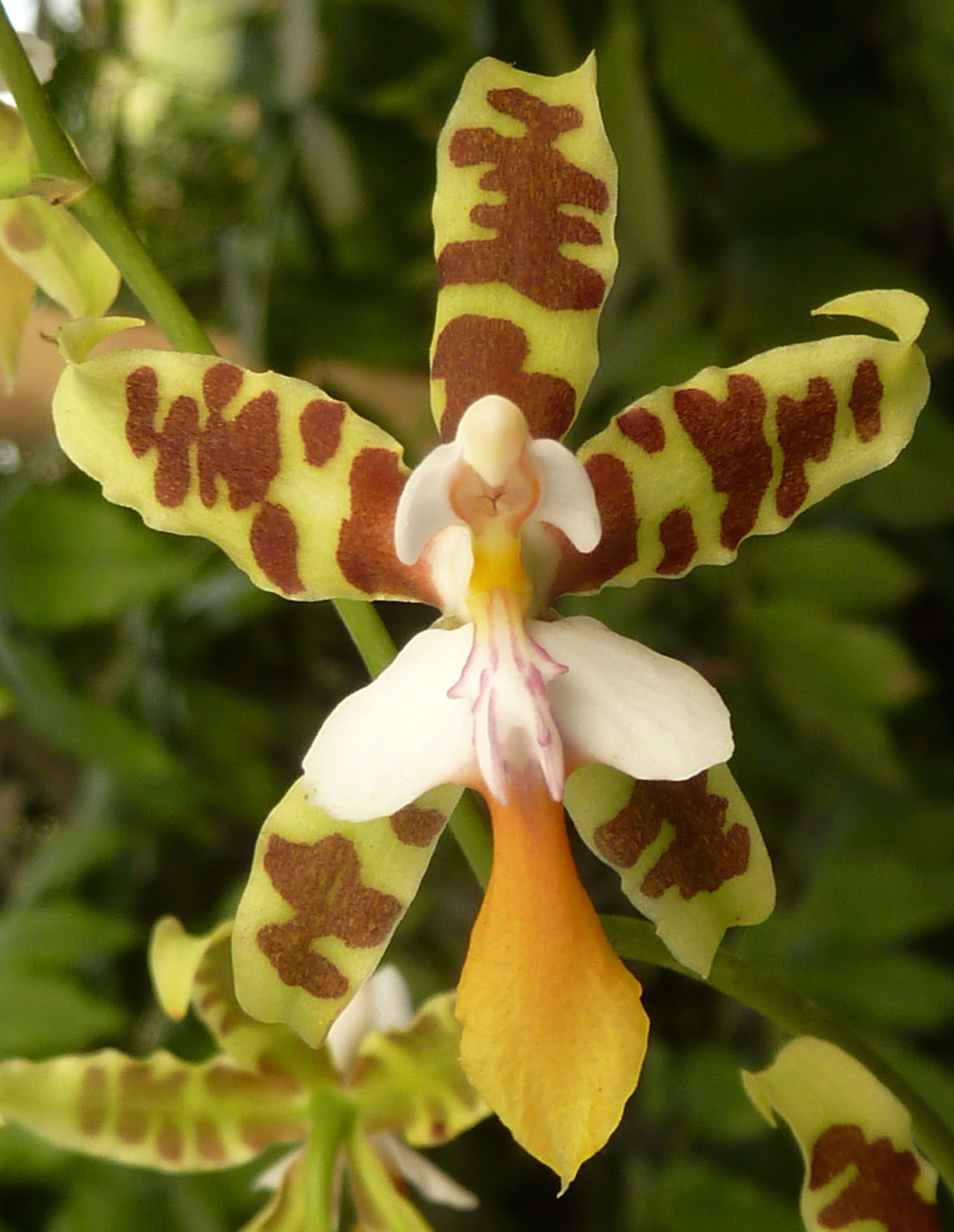